# 10963 van der Brugge
A 10963 van der Brugge (ideiglenes jelöléssel 2088 T-1) a Naprendszer kisbolygóövében található aszteroida. Cornelis Johannes van Houten,  Ingrid van Houten-Groeneveld és Tom Gehrels fedezte fel 1971. március 25-én.